# Daniel Johnston
Daniel Dale Johnston (Sacramento, California, 22 de enero de 1961-Waller, Texas, 10 de septiembre de 2019) fue un músico, cantautor y artista estadounidense.
Sus canciones han sido calificadas como atormentadas, presentando una mezcla entre naif y música tenebrosa. En sus primeras grabaciones, Johnston cantaba en un registro alto, pero a lo largo de la década de 1990, su voz adquirió un nuevo carácter, tono y estilo completamente distinto en cuanto a registro y dicción. Este cambio puede haberse debido al efecto de su tabaquismo o por la pérdida de piezas dentales. Sus presentaciones, a menudo, parecían vacilantes e inciertas. Un crítico describe sus grabaciones como «chispazos de lucidez».
Entre sus más grandes éxitos están: "Silly Love", "True Love Will Find You in the End" y "Devil Town", entre otras.

## Biografía

#### Primeros años
Daniel Dale Johnston, nacido el 22 de enero de 1961 en Sacramento, California, creció en New Cumberland, Virginia Occidental. Desde temprana edad, mostró un interés notable por la música, inspirándose en figuras como John Lennon y los Beatles.

#### Carrera musical inicial
A finales de los años 70, Johnston comenzó a grabar música utilizando un sencillo boombox Sanyo de $59. Con ingenio artístico, distribuyó cintas a cualquier persona interesada, acompañadas de cómics que él mismo creaba para servir como portadas.
Sus composiciones tempranas abordaron temas recurrentes que definirían su carrera, desde el amor no correspondido hasta su fascinación por personajes como Casper el fantasma amigable y superhéroes de cómics, especialmente el Capitán América. Su música reveló una inclinación hacia el proselitismo religioso, con letras que exploraban su visión única del cristianismo y su fijación por el número 9.
El enfoque lo-fi y la honestidad emocional de estas grabaciones tempranas se convirtieron en una característica distintiva de la obra de Daniel Johnston y contribuyeron de forma temprana a su estatus como una figura influyente en la escena musical independiente.

#### Desafíos Personales
Durante su primer año en la Abilene Christian University, se hizo evidente que Johnston padecía trastorno bipolar. Este diagnóstico, junto con la diabetes mellitus tipo 2, influyó en su vida y arte.

#### Auge en Austin y Desafíos de Salud Mental
Johnston ganó prominencia en la escena musical de Austin, Texas. Un especial de MTV en 1985 y su participación en el South by Southwest en 1990 atrajeron la atención nacional hacia su singular talento. Sin embargo, su carrera se vio afectada por episodios maníacos, como el incidente en un avión en 1990 que resultó en su hospitalización.

#### Relaciones con Discográficas y Colaboraciones
En 1988 viajó hasta Nueva York, donde se dio un concierto ampliamente destacado en colaboración con Sonic Youth en el club CBGB, otorgándole grandes conexiones con la escena musical alternativa de la ciudad. A su vez la ciudad le otorgó oportunidades para entablar lazos con otros artistas y discográficas.
A pesar de enfrentar desafíos de salud mental, Johnston colaboró con artistas como Yōko Ono y Metallica, aunque sus relaciones con sellos discográficos como Elektra Records fueron tensas debido a sus creencias religiosas y percepciones del control satánico.
Es de destacar el disco colaborativo con Jad Fair titulado "It´s Spooky", de 1989.
En 1994, lanzó "Fun", su único álbum con una importante discográfica (Atlantic Records). A pesar de vender poco más de 6,000 copias, la colaboración terminó, pero su influencia perduró, siendo aclamado por artistas como David Bowie, Kurt Cobain y Eddie Vedder.

#### Últimos Años y Legado
Durante sus últimos años, Johnston vivió en Waller, Texas, cerca de la casa de sus padres. El 11 de septiembre de 2019, fue encontrado muerto por un presunto infarto agudo de miocardio, un día después de recibir el alta hospitalaria por problemas renales no especificados.
Su legado perdura en la música independiente moderna, y artistas como Nacho Vegas han rendido homenaje a su influencia. Su discografía incluye álbumes notables como "Hi, How Are You" y "Fun", y sus contribuciones a la escena musical siguen siendo una fuente de inspiración.

## Fallecimiento y legado
El 11 de septiembre de 2019, Johnston fue encontrado muerto de un presunto infarto agudo de miocardio en su casa en Waller (Texas), un día después de que fuera dado de alta del hospital por problemas renales no especificados. Se cree que murió de la noche a la mañana.
Daniel Johnston dejó un legado impactante en la música independiente y alternativa. Su enfoque personal influyeron a numerosos artistas. A pesar de lidiar con desafíos de salud mental a lo largo de su vida, Johnston creó un cuerpo de trabajo auténtico y conmovedor. Su influencia abarca desde artistas indie hasta íconos del rock, como Kurt Cobain.

## Discografía

### Álbumes
- 1981: Songs of Pain
- 1982: Don't Be Scareed
- 1982: The What of Whom
- 1983: More Songs of Pain
- 1983: Yip/Jump Music
- 1983: Hi, How Are You
- 1984: Retired Boxer
- 1985: Respect
- 1988: Merry Christmas
- 1990: 1990
- 1991: Artistic Vice
- 1994: Fun
- 2000: Why Me
- 2001: Rejected Unknown
- 2003: Fear Yourself
- 2006: Lost and Found
- 2009: Is and Always Was
- 2012: Space Ducks

### Sencillos
- 1991: Big Big World
- 1992: Laurie
- 1994: Happy Time
- 1998: Dream Scream
- 2001: Impossible Love
- 2002: Sinning Is Easy
- 2003: Mountain Top
- 2003: Fish
- 2014: Flower

### Otros proyectos y colaboraciones
- con Texas Instruments: Continued Story (Stress Records, 1985)
- con Jad Fair: It's Spooky (50 Skidillion Watts, 1989; reeditado por Jagjaguwar, 2001)
- con Yo La Tengo: Speeding Motorcycle, sencillo (1990)
- Danny and the Nightmares (Eternal Yip Eye Music, 1999)
- con Ron English y Jack Medicine: Hyperjinx Tricycle (Important Records, 2000)
- con Chris Bultman y Jad Fair como The Lucky Sperms: Somewhat Humorous (Jagjaguwar, 2001)
- Danny and the Nightmares: Natzi, sencillo (2001)
- con Hyperjinx Tricycle: Long Lost Love, sencillo (2002)
- con Okkervil River: Happy Hearts, además del álbum Don't Fall in Love with Everyone You See (Jagjaguwar, 2002)
- con Hyperjinx Tricycle: Alien Mind Control (Important Records, 2003)
- Danny and the Nightmares: The End Is Near Again (Cool Beans, 2003)
- con Rule of Thirds: Rin Tin Soldier (Eternal Yip Eye Music, 2003)
- Danny and the Nightmares: Freak Brain (Sympathy Records, 2005)
- con Jack Medicine: The Electric Ghosts (Important Records, 2006)
- Danny and the Nightmares: The Death of Satan (2007)

### Compilados y álbumes tributo
- Tapes (Stress Records, 1979), cassette
- The Lost Recordings (Stress Records, 1983), cassette
- The Lost Recordings II (Stress Records, 1983), cassette
- Please Don't Feed The Ego (Eternal Yip Eye Music, 1994)
- Dead Dog's Eyeball, por Kathy McCarty (1994)
- Schoolhouse Rock! Rocks, colabora con el tema Unpack Your Adjectives (1996)
- The Early Recordings of Daniel Johnston Volume 1 (Dualtone, 2003), reedición de Songs of Pain y More Songs of Pain
- The Late Great Daniel Johnston: Discovered Covered (Gammon Records, 2004), álbum tributo junto con versiones originales y un tema nuevo
- Oh Yea! B-sides and Rarities (autolanzamiento de Daniel, 2004)
- White Magic: From The Cassette Archives 1979-1989 (Eternal Yip Eye Music, 2004)
- Welcome To My World (Eternal Yip Eye Music, 2006)